# Chabyêr Caka
| Tibetische Bezeichnung                                             |
| ------------------------------------------------------------------ |
| Tibetische Schrift: གྲག་ཡེར་ཚྭ་ཁ                                      |
| Wylie-Transliteration: grag yer tshwa kha                          |
| Aussprache in IPA: [ʈʂʰapjeː tsʰakʰa]                              |
| Offizielle Transkription der VRCh: Chabyêr Caka                    |
| Andere Schreibweisen: Zabuye Caka, Zabuye-Salzsee, Zhabuye-Salzsee |
| Chinesische Bezeichnung                                            |
| Vereinfacht: 扎布耶茶卡、扎布耶盐湖                                |
| Pinyin:Zhābùyē Chákǎ, Zhābùyē Yánhú                                |

Der Chabyêr Caka bzw. Zabuye-Salzsee ist ein Salzsee in Zhongba, einem Kreis im Nordwesten der bezirksfreien Stadt Xigazê im Autonomen Gebiet Tibet der Volksrepublik China.
Er liegt im Gangdisê-Gebirge im Inneren des Tibetischen Hochlandes, besteht aus zwei Becken von zusammen 243 km² Größe und ist durchschnittlich 70 cm, an der tiefsten Stelle keine 2 Meter tief.

## Nutzung
Der See wurde 1961 als Borax-Lagerstätte (Bor-Gehalt von 1,45 %) identifiziert. Ab den 1980er Jahren wurde der See intensiv untersucht. Dabei wurde ein neues Mineral beschrieben, das Zabuyelit.
2005 wurde eine Lithiumcarbonat-Gewinnungsanlage eröffnet.

## Geographie und Klima
Der Chabyêr Caka ist in der Mitte durch eine Enge in einen nördlichen und einen südlichen Teil getrennt. Der südliche Teil ist silberweiß und ausgetrocknet, der nördliche Teil zwischen 20 cm und 100 cm tief. Im Westen des Sees erhebt sich der Berg Ri`argeliang.
Am Chabyêr Caka herrscht ein kontinentales Hochgebirgsklima. Im Sommer erreichen die Temperaturen dort zwischen 5 °C und 10 °C. Im Winter ist es sehr kalt, tagsüber steigen die Temperaturen nicht über −15 °C, nachts können sie auf bis zu −40 °C fallen. Dadurch ist die Lithiumproduktion im Winter gestoppt.